# جین کولان
جین کولان (انگلیسی: Gene Colan؛ متولد ۹ اوت ۱۹۵۱؛ درگذشت ۲۳ ژوئن ۲۰۱۱ در سن ۸۴ سالگی) یک قلم‌زن و جوهرزن اهل ایالات متحده آمریکا است.
وی بیشتر برای همکاریش با مارول کامیکس و خلق بی‌باک، دکتر استرنج و مقبره دراکولا شناخته می‌شود.